# آرامستان ارامنه مهلم
گورستان ارامنه مهلم در روستای مهلم سلماس واقع شده‌است و قدمت آن به دورهٔ قاجاریه می‌رسد. در محوطهٔ گورستان سنگ قبرهایی از سنگ‌های سیاه آتشفشانی و تخته سنگ‌های صاف با نوشته‌هایی به خط ارمنی وجود دارند.